# Carretera nacional N-340
La carretera nacional N-340 è una strada statale spagnola che unisce Puerto Real, in Andalusia, a Barcellona correndo parallelamente alla costa mediterranea. Con i suoi 1248 km di lunghezza è la più lunga strada statale spagnola e attraversa dieci province.
La N-340 è stata in gran parte raddoppiata e trasformata in una superstrada a doppia carreggiata, ribattezzata A-7, tranne che compreso tra Vejer de la Frontera e Algeciras, dov'è stata ribattezzata A-48. La N-340, insieme alla N-332, funge da alternativa gratuita all'autostrada AP-7 nei tratti in cui passa.

## Storia
La N-340 segue, fino alla provincia di Murcia, il percorso dell'antica Via Augusta, un'antica strada romana che correva lungo tutta la costa mediterranea da Gibilterra a Barcellona.